# Mașinării infernale
Mașinării infernale (titlu original: Mortal Engines) este un film americano-neozeelandez din 2018 regizat de Christian Rivers. Este creat în genurile fantastic, științifico-fantastic, postapocaliptic, de aventuri. Rolurile principale au fost interpretate de actorii Hugo Weaving, Hera Hilmar, Robert Sheehan, Jihae, Ronan Raftery, Leila George, Patrick Malahide și Stephen Lang. Scenariul este scris de Fran Walsh, Philippa Boyens și Peter Jackson  pe baza unui roman omonim de Philip Reeve.

## Prezentare
Ca urmare a unui conflict cataclismic cunoscut sub numele de Războiul de șaizeci de minute, rămășițele umanității se regrupează și formează orașe mobile "prădător". Sub o filosofie cunoscută sub numele de "Darwinism municipal", orașele mai mari vânează și absorb așezările mai mici în "Marea zonă de vânătoare", care include Marea Britanie și Europa continentală. În opoziție, așezările "Ligii Anti-Tracțiune" au dezvoltat o civilizație alternativă formată din "așezări statice" (orașe tradiționale și nemobile) în Asia condusă de Shan Guo (fosta China) protejată de "Shield Wall" (Scutul Perete). Relicvele tehnologiei moderne, cum ar fi prăjitoare de pâine, computerele și smartphone-urile, sunt evaluate ca "Old-Tech" (tehnologie depășită).

## Distribuție
- Hera Hilmar - Hester Shaw 
  - Poppy MacLeod - tânăra Hester Shaw
- Robert Sheehan - Tom Natsworthy
- Hugo Weaving - Thaddeus Valentine
- Jihae - Anna Fang
- Leila George - Katherine Valentine
- Ronan Raftery - Bevis Pod
- Patrick Malahide - Magnus Crome
- Stephen Lang - Shrike

## Producție
Filmul este produs de studiourile Universal Pictures, Media Rights Capital și WingNut Films
Cheltuielile de producție s-au ridicat la 100 - 150 de milioane $.

## Lansare și primire
În Statele Unite și Canada, Mortal Engines a fost lansat odată cu Spider-Man: Into the Spider-Verse și The Mule, inițial a fost proiectat pentru a avea încasări de 10–13 milioane $ din 3103 de cinematografe în weekendul premierei.
A avut încasări de 83, 6 milioane $.